# Alice Towers
Alice Towers (12 ottobre 2002) è una ciclista su strada britannica, che corre per il team Canyon-SRAM Racing.

## Palmarès

### Strada
- 2022 (Le Col-Wahoo, una vittoria)

Campionati britannici, Prova in linea Elite

## Piazzamenti

### Grandi giri
- Giro d'Italia

2024: ritirata (4ª tappa)
- Tour de France

2023: 44ª
2024: 89ª
- Vuelta a España

2023: 35ª

### Competizioni mondiali
- Campionati del mondo

Wollongong 2022 - In linea Elite: ritirata
Zurigo 2024 - In linea Elite: 32ª